# Државни савјет мира и развитка
Државни савјет мира и развитка је био службени назив за војну хунту у Мјанмару која је преузела власт 1988. године.

## Састав
Био је раније познат под називом Државни савјет за обнову законитости и реда. Преузео је власт од Социјалистичке партије Бурме. Године 1997, Државни савјет за обнову законитости и реда је био укинут, а успостављен је Државни савјет мира и развитка. Регионални војни команданти, који су били чланови претходног савјета, унапређени су и премјештени у престоницу. Међутим, новоименовани регионални војни команданти нису постали чланови новог савјета.
Државни савјет мира и развитка се састојао од једанаест високих војних официра. Чланови војне хунте су имали знатно већу власт од министара, који су обично били нижи официри или цивили.

## Чланови
Чланови Државног савјета мира и развитка били су:
- виши генерал Тан Шве, предсједник Државног савјета мира и развитка, врховни командант Оружаних снага;
- замјеник вишег генерала Maung Aye, замјеник предсједника Државног савјета мира и развитка, замјеник врховног команданта Оружаних снага, командант Копнене војске;
- генерал Shwe Mann, начелник Генералштаба;
- генерал Тејн Сејн, премијер;
- генерал Thiha Thura Tin Aung Myint Oo, секретар Државног савјета мира и развитка, генерал-коначар;
- генерал-мајор Ohn Myint, шеф Бироа за специјалне операције — 1;
- генерал-лајтнант , шеф Бироа за специјалне операције — 2;
- генерал-лајтнант , шеф Бироа за специјалне операције — 3;
- генерал-лајтнант , шеф Бироа за специјалне операције — 4;
- генерал-лајтнант , шеф Бироа за специјалне операције — 5;
- генерал-лајтнант , шеф Бироа за специјалне операције — 6;
- генерал-мајор Hla Htay Win, шеф обуке;
- генерал-лајтнант Tin Aye, шеф наоружања;
- генерал-лајтнант Thura Myint Aung, генерал-ађутант.